# Robert Wagner (Politiker, 1928)
Robert Wagner (* 20. Juli 1928 in Urweiler, heute Stadtteil von St. Wendel; † 19. Mai 2014) war ein deutscher Regierungsoberamtsrat und Politiker (CDU).

## Politik
Wagner, welcher der CDU 1961 beitrat, wurde im November 1964 zum ersten Kreisbeigeordneten gewählt und war bis 1994 Vorsitzender der CDU-Fraktion im Kreistag des Landkreises St. Wendel. Am 4. Mai 1975 wurde er erstmals in den Landtag des Saarlandes gewählt, dem er bis 1990 angehörte. Eine Zeit lang war er stellvertretender Vorsitzender der Landtagsfraktion der CDU, ebenso saß er dem Ausschuss für Innere Verwaltung vor.

## Sonstiges Engagement
Von 1958 bis 1963 war Wagner Geschäftsführer des Deutschen Roten Kreuzes in St. Wendel. Er gründete die Musikfachschule in St. Wendel und war von 1982 bis 2001 Kreisvorsitzender des Musikkreises St. Wendel. 1984 war er an der Errichtung des Ausbildungs- und Fortbildungsfördervereind St. Wendel beteiligt. Am 26. Juli 1997 gründete Wagner die Christliche Hospizhilfe im Landkreis St. Wendel e.V., bis 2009 hatte er den Vorsitz dieses Pflegefördervereins inne. Im November 2000 realisierte er die Einrichtung der stationären Hospiz Emmaus in St. Wendel.
Zuletzt lebte er in St. Wendel-Urweiler.

## Auszeichnungen
- 1991: Saarländischer Verdienstorden[1]
- 1998: Goldenes Verdienstkreuz der Internationalen Musikervereinigung
- 2003: Bundesverdienstkreuz 1. Klasse
- 2003: Ehrenmitglied des Saarländischen Musikvereins
- 2007: Wendalinusplakette der CDU St. Wendel
- 2013: Ehrenpreis des Deutschen Hospiz- und Palliativ-Verbandes